# Phytobia diversata
Phytobia diversata este o specie de muște din genul Phytobia, familia Agromyzidae, descrisă de Spencer în anul 1961.
Este endemică în Taiwan. Conform Catalogue of Life specia Phytobia diversata nu are subspecii cunoscute.